# 朱卓文

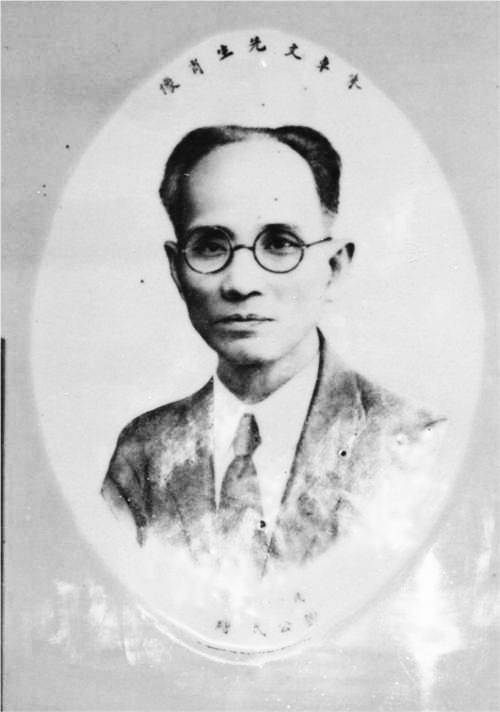
朱卓文

朱卓文（1875年—1935年）名仕超，又名式武，字卓文，以字行。广东省香山县张家边区西桠村人。中国民主革命家，中华民国政治人物，中国早期飞行员之一。

## 生平

### 追随孙中山
朱卓文幼时在家乡读私塾，喜好武艺，其父朱永康曾先后为他请了几位教头教他习武。1896年，朱卓文和同乡朱会文赴美国旧金山，追随孙中山身边，并受孙中山的鼓励，在美国学习飞行技术。其间，朱卓文十多年未与家中通信。朱卓文的妻子林丽容带着女儿慕英、慕菲在村子里以耕田为生。
1910年1月16日，朱卓文在美国旧金山广东银行二楼的纽文西医诊所加入中国同盟会。1910年10月，清朝海军大臣贝勒载洵访问美国，朱卓文和香山县同乡、旅美中国同盟会会员邝佐治策划刺杀载洵。载洵在旧金山屋伦车站下车时，朱卓文、邝佐治准备开枪射杀载洵，但被美国警探发觉并追捕，朱卓文逃脱，邝佐治被捕。随后，邝佐治被移送法院，被控蓄意谋杀，判处有期徒刑14年，直到唐绍仪就任中华民国首任国务总理时，才向美国方面交涉，使邝佐治获释。
1912年，朱卓文随孙中山自美国芝加哥赴英国，转道回中国，稍后返回家乡，携家人来到上海，供女儿及小妹读书。朱卓文回国之后，曾任南京的临时大总统府庶务司司长。
1911年冬，美国芝加哥的华侨梅倍得知武昌起义成功，极其振奋，乃向洪门筹饷局提议：“拨款购飞机，充革命军用。”此后，经李绮庵等协助，将飞机运抵上海。其中两架飞机在1912年2月运抵南京，以年薪一万美金雇请的美国飞机师威尔霍斯（Wilcos）竟不熟悉此种飞机的驾驶。此时，朱卓文正好在孙中山的临时大总统府担任庶务司司长，有关方面得知朱卓文曾在美国学习飞机驾驶技术，便请他在南京小型操场试飞，但飞机失事，所幸朱卓文没有受伤。

### 拆庙兴学
1913年，朱卓文回到香山县西桠村，认为“要维新科学，使之进入先进世界之林，治国之根本是育人”。朱卓文找到堂弟朱学文商量拆庙建学校，并由朱卓文召集村中父老进行商议。会上，朱卓文提出拆除庙宇，以改建为校舍，遭到部分乡绅反对，并且控告到县衙，朱学文也避往石岐的亲戚家。后经朱卓文斡旋，方才允许拆庙建校。但村民出于迷信而不愿动手拆庙，朱卓文便带头赴“侯王庙”、“先锋庙”，捣毁泥塑神像，带动村民拆除了这两座庙。1914年，“西桠学校”建成，举行揭幕会时，孙中山题写的“子善为师”条幅悬挂在礼堂，朱卓文题写的“文明进步”四个大字挂在校门。在揭幕会上，朱卓文讲话称：“四十年之后，若没有人把本校重建一新，我西桠名声不振矣……”。当时，朱卓文邀名儒毛商衡任该校教师，校长由朱学文担任，西桠学校一时远近闻名，附近农村的许多子弟慕名来该校学习。
朱卓文曾写《正气常存》一文给朱学文，文中称：
民二春，卓文罢官归里为乡中建设学校，创办警察，提倡农植等事，均赖学弟臂助。得以底成。癸丑政变，乡蠹乘机复起，纠纷至三年之久，学弟几罹于难，乡中所创事业，其不致于摧残者，学弟之功不少焉！故书此以为。

### 广州时期
1913年，孙中山发动二次革命，但遭到失败。此后，革命党人纷纷逃往日本。1915年10月，孙中山与宋庆龄在日本结婚时，朱卓文曾经协助筹办婚礼。朱卓文还曾任中华革命军广东全权筹备委员。
1917年，孙中山在广州成立护法军政府。自此，孙中山以广州为基地，继续开展革命活动。在广州期间，朱卓文历任大元帅府航空局局长、广东兵工厂厂长、中央直辖讨贼军司令、香山县县长、广东省审计局局长等职务。
1920年11月29日，孙中山再次南下广州整顿军政，建立航空局，任命朱卓文为航空局局长，组织两个飞机队，张惠长任第一飞机队队长，陈应权任第二飞机队队长。起初，两个飞机队拥有水、陆机5架。朱卓文出任航空局局长后，新购水机2架，陆机4架，陈庆云又奉命赴日本大坂购入寇狄斯双翼飞机1架。
1921年5且5日，孙中山在广州就任非常大总统时，朱卓文撰文祝贺称：
民国当十年，五月之五日，就是孙总统，荣任盖时到。凡是民国人，都要恭祝好，因为此民国，是他立建造。迄今十年来，寻复经已酬，都是他毅力，狂澜挽巨涛。革命的伟人，称之不为过，今为大总统，定然政治好。使我五族人，安乐享到老，民气如团结，国家乃巩固。
同时，朱卓文还书写了标语“良心上之主张，挽回外溢之权利”。
1922年2月，航空局改组，朱卓文仍然担任航空局局长，张惠长任副局长兼航空队第一队队长，陈庆云任第二队队长。1922年12月16日，孙中山任命杨仙逸接替朱卓文出任航空局局长。
朱卓文兼任广东兵工厂厂长期间，领导工厂的技术人员及工人赶制枪械，及时送交革命军。1922年6月，孙中山得知陈炯明阴谋叛变，便从韶关率警卫团返回广州准备迎击。但该警卫团兵力薄弱，孙中山乃将卫士队扩为大队。但直到1922年6月15日，陈炯明即将发动六一六事变时，孙中山的卫士大队的枪械尚未领足，警卫团团长陈可钰乃携带孙中山手谕，率机枪连连长张猛赴石井兵工厂找朱卓文，领到了粤造奥式水机关枪4挺，旱机关枪2挺，步枪500支。当陈炯明的军队进攻总统府时，卫士大队使用刚刚领到的机枪暂时压制了陈炯明部的进攻，保护了宋庆龄突围。

### 主政香山
六一六事变后，朱卓文当即回到香山县，组织“中央直辖讨贼军”，自任司令，开赴广州，配合滇军、桂军驱逐了陈炯明。随后，朱卓文率部回到石岐整顿，委任妹夫邓鼎封为司令部参谋长。当时，香山县县长杨广达辞职，孙中山便委任朱卓文为香山县县长。
在此期间，投靠陈炯明军的沈鸿英、邓本殷踞守在南部一带。勾结“义鸿省长”李耀汉，骚扰台山、开平、恩平等地，窥袭江门。孙中山命古应芬在江门组织“大本营驻江门办事处”，并命令朱卓文派军队前往配合进剿。朱卓文便派邓鼎封率进剿，在四邑的沙涌和叛军进行了一场遭遇战。虽然李耀汉败走阳江，但邓鼎封所率的朱卓文部伤亡也很大。朱卓文认为邓鼎封用兵不当，将邓鼎封撤职。 
1923年8月，朱卓文任香山县县长时，拆城隍庙、拆香山县城墙，修筑马路，建立了电话系统。宋庆龄曾致信朱卓文，对建立电话系统一事表示祝贺。

### 晚年生涯
1925年廖仲恺遇刺身亡后，朱卓文因涉嫌策划行刺而被通缉，朱卓文遂逃匿，并改名“朱式武”。
1934年，朱卓文任中山县土地局局长。1935年，因为秘密组织“大同救国军”，企图反对陈济棠，朱卓文遭到杀害，享年61岁。

## 家庭
- 次女：朱慕菲，辛亥革命后曾负责掌管大元帅府印鉴，后来学习飞行技术，并学会修理飞机，曾经随杨仙逸、张惠长、陈庆云等男飞行员驾机参战，是中国第一位女飞行员。[2]